# Marihatag
Marihatag ist eine philippinische Stadtgemeinde in der Provinz Surigao del Sur mit 18.518 Einwohnern (Zensus 1. August 2015).

## Baranggays
Marihatag ist politisch in zwölf Baranggays unterteilt.
- Alegria
- Amontay
- Antipolo
- Arorogan
- Bayan
- Mahaba
- Mararag
- Poblacion
- San Antonio
- San Isidro
- San Pedro
- Santa Cruz